# Remixes 2: 81–11
Remixes 2: 81–11 – kompilacja brytyjskiej grupy muzycznej Depeche Mode. Box wydano 3 czerwca 2011 roku przez Mute Records. Wydanie zawiera trzy płyty z remiksami utworów z singli z lat 1981–2011. Swój wkład w składankę mieli byli członkowie zespołu, Vince Clarke oraz Alan Wilder.

## Lista utworów

### Jednopłytowa wersja
| Numer | Tytuł                   | Długość | Remiks                                      |
| ----- | ----------------------- | ------- | ------------------------------------------- |
| 01.   | Dream On                | 5:21    | Tough Guy Mix Edit                          |
| 02.   | Personal Jesus          | 3:55    | The Stargate Mix                            |
| 03.   | Suffer Well             | 4:31    | M83 Remix                                   |
| 04.   | John the Revelator      | 4:59    | UNKLE Reconstruction                        |
| 05.   | In Chains               | 7:12    | Tigerskin’s No Sleep Remix Edit             |
| 06.   | Peace                   | 5:12    | SixToes Remix                               |
| 07.   | Tora! Tora! Tora!       | 7:38    | Karlsson + Winnberg (from Miike Snow) Remix |
| 08.   | Never Let Me Down Again | 7:01    | Eric Prydz Remix                            |
| 09.   | I Want It All           | 6:43    | Roland M. Dill Remix                        |
| 10.   | Wrong                   | 6:53    | Trentemøller Club Remix                     |
| 11.   | Puppets                 | 4:40    | Röyksopp Remix                              |
| 12.   | Everything Counts       | 6:53    | Oliver Huntemann + Stephan Bodzin Dub       |
| 13.   | A Pain That I'm Used To | 7:51    | Jacques Lu Cont Remix                       |

### Trzypłytowa wersja

#### CD1
| Numer | Tytuł                   | Długość | Rok Wydania | Remiks                                  |
| ----- | ----------------------- | ------- | ----------- | --------------------------------------- |
| 01.   | Dream On                | 6:08    | 2001        | Bushwacka Tough Guy Mix                 |
| 02.   | Suffer Well             | 4:31    | 2006        | M83 Remix                               |
| 03.   | John the Revelator      | 4:59    | 2006        | UNKLE Reconstruction                    |
| 04.   | In Chains               | 7:45    | 2011        | Tigerskin’s No Sleep Remix              |
| 05.   | Peace                   | 5:14    | 2009        | SixToes Remix                           |
| 06.   | Lilian                  | 6:14    | 2006        | Chab Vocal Remix Edit                   |
| 07.   | Never Let Me Down Again | 4:38    | 2006        | Digitalism Remix                        |
| 08.   | Corrupt                 | 6:29    | 2009        | Efdemin Remix                           |
| 09.   | Everything Counts       | 6:53    | 2006        | Oliver Huntemann and Stephan Bodzin Dub |
| 10.   | Happiest Girl           | 7:58    | 1900        | The Pulsating Orbital Vocal Mix         |
| 11.   | Walking in My Shoes     | 6:12    | 1993        | Anandamidic Mix                         |
| 12.   | Personal Jesus          | 3:59    | 2011        | The Stargate Mix                        |
| 13.   | Slowblow                | 6:28    | 1997        | Darren Price Mix                        |

#### CD 2
| Numer | Tytuł                   | Długość | Rok Wydania | Remiks                          |
| ----- | ----------------------- | ------- | ----------- | ------------------------------- |
| 01.   | Wrong                   | 6:55    | 2009        | Trentemøller Club Remix         |
| 02.   | World in My Eyes        | 6:56    | 1990        | Dub in My Eyes                  |
| 03.   | Fragile Tension         | 3:45    | 2009        | Peter Bjorn and John Remix      |
| 04.   | Strangelove             | 6:32    | 1988        | Tim Simenon/Mark Saunders Remix |
| 05.   | A Pain That I’m Used To | 7:50    | 2005        | Jacques Lu Cont Remix           |
| 06.   | The Darkest Star        | 5:54    | 2006        | Monolake Remix                  |
| 07.   | I Feel You              | 6:40    | 1993        | Helmet at the Helm Mix          |
| 08.   | Higher Love             | 4:47    | 1994        | Adrenaline Mix Edit             |
| 09.   | Fly on the Windscreen   | 5:10    | 1985        | Death Mix                       |
| 10.   | Barrel of a Gun         | 6:36    | 1997        | United Mix                      |
| 11.   | Only When I Lose Myself | 4:57    | 1998        | Dan the Automator Mix           |
| 12.   | Ghost                   | 8:22    | 2009        | Le Weekend Remix                |

#### CD 3
| Numer | Tytuł                   | Długość | Rok Wydania | Remiks                                        |
| ----- | ----------------------- | ------- | ----------- | --------------------------------------------- |
| 01.   | Personal Jesus          | 3:28    | 2011        | Alex Metric Remix Edit                        |
| 02.   | Never Let Me Down Again | 7:01    | 2011        | Eric Prydz Remix                              |
| 03.   | Behind the Wheel        | 6:43    | 2011        | Vince Clarke Remix                            |
| 04.   | Leave in Silence        | 4:56    | 2011        | Claro Intelecto ‘The Last Time’ Remix         |
| 05.   | In Chains               | 7:18    | 2011        | Alan Wilder Remix                             |
| 06.   | When the Body Speaks    | 6:56    | 2011        | Karlsson and Winnberg Remix                   |
| 07.   | Puppets                 | 4:41    | 2011        | Röyksopp Remix                                |
| 08.   | Tora! Tora! Tora!       | 7:39    | 2011        | Karlsson and Winnberg (from Miike Snow) Remix |
| 09.   | Freestate               | 4:50    | 2011        | Clark Remix                                   |
| 10.   | I Want It All           | 6:42    | 2011        | Roland M. Dill Remix                          |
| 11.   | A Question of Time      | 5:32    | 2011        | Joebot Presents ‘Radio Face’ Remix            |
| 12.   | Personal Jesus          | 6:26    | 2011        | Sie Medway-Smith Remix                        |

## Bonusowe utwory
Itunes Bonus Track
1. 13. „Master and Servant” (RSS Remix) Martin Gore 4:47
2. 14. „In Chains” (Myer vs Wilder Deconstruction) Martin Gore 6:34

Amazon MP3 bonus tracks[11]
1. 13. „Sister of Night” (Ida Engberg’s Giving Voice to the Flame Remix) Martin Gore 8:47

14. „Sweetest Perfection” (Phil Kieran Vocal Mix) Martin Gore 7:10
hmvdigital UK bonus tracks[12]
38. „The Sun and the Rainfall” (Black Light Odyssey’s Further Excerpts) Martin Gore 6:24
39. „The Sinner in Me” (SixToes Remix) Martin Gore 5:06
WiMP bonus track (Denmark, Norway and Sweden)[13]
1. 38. „The Sun and the Rainfall” (Black Light Odyssey’s Further Excerpts) Martin Gore 6:24

## Behind the Wheel 2011 (US Promo CD)
1. „Behind the Wheel” (Vince Clarke Extended Vocal) (06:42)
2. „Behind the Wheel” (Mark Picchiotti Re-Edited Vince Clarke Dub) (06:42)
3. „Behind the Wheel” (Mark Picchiotti Re-Edited Vince Clarke Radio Mix) (03:36)